# Жељко Димитров
Жељко Димитров (Пирот, 19. фебруара 1994) српски је фудбалер.